# 숙의 이씨 (중종)
숙의 이씨(淑儀 李氏, ? ~ 1524년)는 조선 중종의 후궁이다. 본관은 경주이다.

## 생애
사섬시첨정(司贍寺僉正)을 지낸 이형신(李亨臣)의 딸이다. 적어도 인종 때까지는 종4품 숙원의 위치에 있었으며, 훗날 종2품 숙의에 추봉된 듯 하다. 아들 덕양군을 낳은 후 5일만에 산고로 죽었으며, 묘소는 경기도 성남시 분당구 궁내동에 있다.

## 가족관계
- 부 : 이형신(李亨臣)
  - 남편 : 중종
    - 아들 : 덕양군 이기(德陽君 李岐, 1524~1581)